# Von buddhizmus
A von (won) buddhizmus (koreaiul: 원불교, vonbulgjo (wonbulgyo)) a buddhizmus egy modernizált formája, amely célja, hogy mindenki számára elérhető legyen a megvilágosodás. A hétköznapi életre alakított koreai buddhista reformirányzatban az eredeti buddhista szövegek leegyszerűsített változatait használják a könnyebb érthetőség kedvéért. A von praktikus gyakorlatait úgy alakították ki, hogy a külső körülményektől függetlenül lehessen őket végezni. Elvetették azokat a gyakorlatokat, amelyeket elavultnak, fölöslegesnek, vagy kuszának tartottak. Ezek miatt a változtatások miatt a von buddhizmus új vallási mozgalomnak is tekinthető, de vannak, akik a buddhizmus egy új formájának tartják.
A von (won) buddhista források szerint Pak Csungbin (Park Jung-bin) (koreaiul: 박 중빈, japán: 朴 重彬, 1891–1943), ismertebb nevén Szotheszan (Sot'aesan), 1916-ban elérte a megvilágosodást (bodhi), és tisztává vált előtte egy jövőkép, amelyben az emberek az anyagi jólét rabszolgáivá válnak. A világ megmentésének egyetlen módjaként a spiritualitás széleskörű kiterjesztését, és az erkölcs oktatását látta. Szotheszan (Sot'aesan) új vallási rendet alapított, amelynek központi vallásfilozófiai rendszere a buddhista tanításokat vette alapul. Az oktatási központot 1924-ben nyitotta meg Ikszan (Iksan) városban, Észak-Csolla (Jeolla) tartományban. Szotheszan (Sot'aesan) 1943-as haláláig több kiadásban rögzítette a tanait. A legfőbb tanításokat az ebben az évben kiadott Pulgjo csongdzson (Bulgyo cheongjeon) (불교정전, A buddhizmus helyes kánonja) tartalmazza.
A rendnek 1947-ben adta a von (won) buddhizmus nevet Szong Gju (Song Gyu) (koreaiul: 송 규, 1900–1962), az iskola második pátriárkája, aki 1962-ben új kánont is kiadott Vonbulgjo kjodzson (Wonbulgyo gyojeon) (원불교교전, A von (won) buddhizmus szövegei) címmel.
A von (won) buddhista tanok két kapura vannak osztva, amelyeken keresztül elérhető a megvilágosodás. Az első a „hit kapuja”, amely a „négyrétű kegyelemből” (a Mennyország és a Föld kegyelme, a szülők kegyelme, a többi élőlény kegyelme és az igazság törvényének kegyelme) és a „négy lényegiségből” (az önerő kifejlesztése, a bölcsesség elsőbbsége, mások gyermekeinek tanítása és a köz tisztelete) áll. Ezek együttesen hozzák létre a gyakorló számára szükséges hozzáállást. A második kapu a „gyakorlás kapuja”, amely a „háromrétű tanulásból” (szamádhi, pradzsnyá és síla) és a „nyolc gyakorlatból” (hit, buzgóság, kérdezés, elkötelezettség, hitetlenség, kapzsiság, lustaság, tudatlanság) áll. Ezek a gyakorló magaviseletét szabályozzák.
A von (won) buddhizmus szerint a legvégső igazság szavakkal nem írható le. Ennek kifejezésére használják a kört (il-von (il-won) szimbólum). A von buddhizmus nevében szereplő von (won) szó magyarul kört jelent.